# Hanuman Books
L'editorial Hanuman Books va ser fundada el 1986 per l'editor Raymond Foye i l'artista Francesco Clemente. Foye havia estudiat cinema i pintura a mitjans dels anys setanta, encara que es va acabar decantant per la literatura. El 1978, quan vivia a San Francisco, va coincidir en un cafè amb el poeta i pintor Lawrence Ferlinghetti, que li va oferir feina d'editor a la mítica editorial City Lights Books, El 1980 es va traslladar a Nova York, on va treballar d'editor per a les editorials New Directions, Black Sparrow Books i Petersburg Press.

## Història
Foye i l'artista italià Clemente es van conèixer el 1986 a través de Henry Geldzahler, antic comissari al Metropolitan Museum of Art i responsable d'Afers Culturals de la ciutat de Nova York. Poc després, Foye va convidar Clemente a il·lustrar una traducció anglesa de La partenza dell'argonauta, d'Alberto Sabino. Després de l'èxit d'aquella col·laboració inicial, van decidir fundar la seva pròpia editorial. Així va néixer, aquell mateix any, Hanuman Books, batejada amb el nom d'una popular deïtat hindú, Hanuman.
Hanuman Books va obrir la seva oficina administrativa i editorial en un estudi de l'Hotel Chelsea novaiorquès, però la producció física dels llibres es duia a terme a Madràs –on Clemente tenia una casa–, sota la direcció de Kalakshetra Press, propietat de C.T. Nachiappan. El format dels llibres de l'editorial estava directament inspirat en els llibres de pregàries hindús. Els llibrets, amb textos que cabien en el palmell d'una mà (11 x 7 cm), es componien artesanalment en una impremta de tipus, s'imprimien en paper no àcid de cotó fabricat en asrams i els cosien a mà els pescadors.
Les portades, molt llampants, mostraven colors brillants assolits mitjançant tints vegetals i títols repujats en or. Els llibres eren tan atrevits i irreverents en el contingut com en la forma. La majoria de les publicacions eren traduccions a l'anglès de textos poc coneguts de filòsofs, poetes i visionaris com Simone Weil, Sandro Penna i Alain Daniélou, o bé obres poètiques, de ficció o d'assaig escrites per artistes contemporanis i figures de la contracultura avantguardista.

### Distribució
Els títols de Hanuman Books s'imprimien, en general, en tirades de 1.500 exemplars, i s'enviaven des de l'Índia a l'Hotel Chelsea de Nova York; des d'allà es reenviaven a "amics, persones diverses i llibreries" o bé a distribuïdors, que al seu torn els venien a llibreries i botigues de museus. Tanmateix, hi va haver com a mínim dues ocasions en què la distribució va patir severes limitacions arran del caràcter controvertit del contingut de la publicació en qüestió.
El 1988, el tiratge de Fan Mail, Frank Letters and Crank Calls, de Cookie Mueller (el número 15 de la sèrie) va ser retingut pels agents duaners indis a causa d'una imatge de Príap, déu romà de la fertilitat. Foye i Clemente van interposar una denúncia contra el govern indi, a qui van acusar de censura, i malgrat que al final Hanuman Books va guanyar el cas, quan es va recuperar la tramesa molts dels exemplars ja havien estat destruïts pels duaners. En una altra ocasió, Nachiappan, l'impressor de Madràs, va destruir per precaució la primera edició de Fuck Journal, de Bob Flanagan (el número 12 de la sèrie), escudant-se en la legislació contra continguts obscens a la qual havien d'atenir-se “tant els editors com els impressors". Al final, Nachiappan va acceptar d'imprimir cinc-centes còpies més del llibre de Flanagan i va consentir fins i tot que sortissin del país d'una manera il·legal. L'últim dels títols de Hanuman Books, que constituïa la publicació número cinquanta de l'editorial, va aparèixer el 1993.

## Presència a Catalunya
Al Centre d'Estudis i Documentació MACBA es conserven els quaranta-vuit volums de petit format publicats per Hanuman Press, entre els quals hi ha títols de Max Beckmann, Cookie Mueller, Patti Smith, Richard Hell, William S. Burroughs, Allen Ginsberg, Robert Frank, Francis Picabia, Henri Michaux, Elaine Equip, Gregory Corso i Bob Dylan, a més d'entrevistes amb Jack Kerouac.